# Trial Farm
Trial Farm – wieś w Belize, w dystrykcie Orange Walk. W 2000 roku, miasto zamieszkiwało 3443 osoby.